# 亀井町 (横浜市)
亀井町（かめいちょう）は横浜市栄区の町名。丁番を持たない単独町名である。住居表示実施済み区域。

## 地理
栄区の東部に位置し、町の大部分が戸建ての住宅街となっている。町内に鉄道やバス路線はなく、上郷町を通る県道原宿六浦線の稲荷森の停留所からJR根岸線港南台駅およびJR東海道線他の大船駅、京急本線金沢八景駅への路線バスが利用できる。

## 歴史

### 沿革
かつては鎌倉郡本郷村の一部であり、1939年（昭和14年）4月1日に横浜市に編入され、戸塚区上郷町の一部となった。1969年より湘南上郷団地の宅地開発が行われ、1984年（昭和59年）7月23日に上郷町より亀井町が分離新設。同時に住居表示が実施された。地名は以前の字より取られている。上郷町の證菩提寺に参詣する武士が身を清めた井戸が亀の形をしていたことに由来し、亀井戸とも記された。1986年に、分区により栄区亀井町となり現在に至る。

## 世帯数と人口
2025年（令和7年）6月30日現在（横浜市発表）の世帯数と人口は以下の通りである。
| 町丁   | 世帯数  | 人口    |
| ------ | ------- | ------- |
| 亀井町 | 559世帯 | 1,323人 |

### 人口の変遷
国勢調査による人口の推移。
| 年                 | 人口  |
| ------------------ | ----- |
| 1995年（平成7年）  | 1,263 |
| 2000年（平成12年） | 1,193 |
| 2005年（平成17年） | 1,167 |
| 2010年（平成22年） | 1,091 |
| 2015年（平成27年） | 1,299 |
| 2020年（令和2年）  | 1,311 |

### 世帯数の変遷
国勢調査による世帯数の推移。
| 年                 | 世帯数 |
| ------------------ | ------ |
| 1995年（平成7年）  | 413    |
| 2000年（平成12年） | 431    |
| 2005年（平成17年） | 432    |
| 2010年（平成22年） | 422    |
| 2015年（平成27年） | 499    |
| 2020年（令和2年）  | 512    |

## 学区
市立小・中学校に通う場合、学区は以下の通りとなる（2024年11月時点）。
| 番地 | 小学校             | 中学校             |
| ---- | ------------------ | ------------------ |
| 全域 | 横浜市立上郷小学校 | 横浜市立上郷中学校 |

## 事業所
2021年（令和3年）現在の経済センサス調査による事業所数と従業員数は以下の通りである。
| 町丁   | 事業所数 | 従業員数 |
| ------ | -------- | -------- |
| 亀井町 | 9事業所  | 21人     |

### 事業者数の変遷
経済センサスによる事業所数の推移。
| 年                 | 事業者数 |
| ------------------ | -------- |
| 2016年（平成28年） | 12       |
| 2021年（令和3年）  | 9        |

### 従業員数の変遷
経済センサスによる従業員数の推移。
| 年                 | 従業員数 |
| ------------------ | -------- |
| 2016年（平成28年） | 27       |
| 2021年（令和3年）  | 21       |

## その他

### 日本郵便
- 郵便番号 : 247-0028[3]（集配局：大船郵便局[18]）

### 警察
町内の警察の管轄区域は以下の通りである。
| 番・番地等 | 警察署   | 交番・駐在所 |
| ---------- | -------- | ------------ |
| 全域       | 栄警察署 | 上郷交番     |